# Federal Correctional Complex, Butner
Federal Correctional Complex, Butner ist  ein US-amerikanisches Bundesgefängnis in der Stadt Butner, im Granville County im Norden North Carolinas.

## Institutionen
Der Komplex hat vier Institutionen:
- FMC Butner, ein Gefängnis für Bundesbehörden für männliche Gefangene auf allen Sicherheitsstufen.
- FCI Butner Medium, mittlere Sicherheitsstufe.
- FCI Butner Medium II, mittlere Sicherheitsstufe.
- FCI Butner Low, niedrige Sicherheitsstufe.

Butner hat den größten medizinischen und psychologischen Komplex aller US-Bundesgefängnisse.
Es hat zwei Therapieprogramme für Drogensüchtige (Stand 2008).

## Bekannte Insassen

### FCI Butner Low
| Name                                       | Status                                | Details |
| ------------------------------------------ | ------------------------------------- | --- |
| Jon Burge                                  | Insasse von Butner (Low).             | Früherer Polizeibeamter des Chicago Police Department, folterte zwischen 1972 und 1991 ca. 200 Tatverdächtige. |
| John Connolly                              | Im Juni 2011 entlassen.               | Ex-FBI-Agent, der mit dem Gangster James J. Bulger und der Winter Hill Gang in etliche Straftaten verwickelt war. Der Skandal diente dem Film Black Mass als Vorlage. Sitzt in Florida eine 40-jährige Haftstrafe wegen Mordes an einem Zeugen ab. |
| Anthony Graziano                           | Seit 2010 im Butner (Low).            | Mafioso, ehemaliger Consigliere der Bonanno-Familie. |
| Peter Halat, Jr.                           | Aktuell (Stand 2010) in Butner (Low). | Früherer Bürgermeister von Biloxi, Mississippi. |
| Keith Gordon Ham, alias Kirtanananda Swami | 2004 entlassen.                       | Saß wegen Betruges und Veruntreuung. |
| John Rigas                                 | Aktuell (Stand 2010) in Butner (Low). | Veruntreute 2,3 Milliarden Dollar. |

### FCI Butner Medium
| Name             | Status                                   | Details                                                    |
| ---------------- | ---------------------------------------- | ---------------------------------------------------------- |
| Jonathan Pollard | Am 20. November 2015 entlassen. Zuvor:   | Israelischer Spion.                                        |
| Joseph Testa     | Aktuell (Stand 2010) in Butner (Medium). | Mafioso, Ex-Mitglied der DeMeo-Crew, beging mehrere Morde. |

### FMC Butner
| Name                       | Status                      | Details                                                                                   |
| -------------------------- | --------------------------- | ----------------------------------------------------------------------------------------- |
| Russell Eugene Weston, Jr. | In Butner Med (Stand 2010). | Ermordete 1998 Detective John Gibson und Officer Jacob Chestnut im United States Capitol. |

### Bekannte frühere Insassen
| Name                                                       | Status                                        | Details |
| ---------------------------------------------------------- | --------------------------------------------- | --- |
| Bernard Madoff (1938–2021, im Gefängnis).                  | Früherer Insasse.                             | Veruntreute 65 Milliarden durch ein Schneeballsystem.                                                                         |
| Jim Bakker                                                 | Früherer Insasse. Im Dezember 1994 entlassen. | Televangelist, verurteilt wegen Betruges.                                                                                     |
| John Hinckley, Jr.                                         | Früherer Insasse. Im August 1981 entlassen.   | Versuchte, US-Präsident Ronald Reagan zu ermorden.                                                                            |
| Richard J. Schneiderhan                                    | 2006 entlassen.                               | Ehemaliger Beamter der Massachusetts State Police (Lieutenant), arbeitete mit der Verbrechergruppe Winter Hill Gang zusammen. |
| Omar Abdel-Rahman († 18. Februar 2017, im Gefängnis)       | In Butner Med (2010).                         | Islamistischer Terrorist. Versuchte 1993, das World Trade Center zu sprengen.                                                 |
| Carmine Persico († 7. März 2019, im Gefängnis)             | Früherer Insasse.                             | Mafioso, Boss der Colombo-Familie.                                                                                            |
| Peter Gotti († 25. Februar 2021, im Gefängnis)             | Früherer Insasse.                             | Mafioso, Boss der Gambino-Familie.                                                                                            |
| Gilberto Rodríguez Orejuela († 31. Mai 2022, im Gefängnis) | Früherer Insasse.                             | Boss des Cali-Kartells. |